# Kronika w kamieniu
Kronika w kamieniu (alb. Kronikë në gur) – powieść albańskiego pisarza Ismaila Kadare. Po raz pierwszy została wydana w roku 1971. W Polsce pierwsze wydanie ukazało się w roku 2023, nakładem Wydawnictwa Akademickiego Sedno w przekładzie Marka Jeziorskiego.

## Fabuła
Pierwowzorem dzieła była powieść Qyteti i jugut (Miasto południa), wydana w 1967. Akcja powieści rozgrywa się w małym miasteczku na południu Albanii, w okresie II wojny światowej. Każdy z rozdziałów rozpoczyna fragment urzędowej kroniki miasta, przedstawiający kolejny epizod z jego dziejów. Właściwym narratorem jest mały chłopiec, alter ego autora. Razem z nim śledzimy prześladowania Albańczyków w czasie włoskiej okupacji, krótki okres okupacji greckiej i przejęcie kontroli nad miastem przez wojska niemieckie.
Absurd losów miasta podkreśla fakt, że w krótkim czasie przechodzi ono z rąk do rąk. Po Włochach nastają Grecy, po Grekach - Włosi, a następnie Niemcy. Każda zmiana władzy przynosi proklamację nowego komendanta garnizonu i nowe flagi na masztach. Do tych zmian dostosowuje się Gjergj Pula, który przed kolejnymi okupantami występuje jako Giorgio, Jorgos, a wreszcie jako Jurgen. 
Surrealistyczna atmosfera w okupowanym mieście stanowi pretekst dla autora do ukazania miasta swojego dzieciństwa – Gjirokastry, z krążącymi po niej opowieściami, zwyczajami i specyficznym folklorem. Dzieło stanowi rzadki przypadek w literaturze okresu komunizmu bezpośredniego odwołania do postaci Envera Hodży. Pochodzący z Gjirokastry Hodża jest wspomniany przez dowódcę włoskiego garnizonu jako „niebezpieczny komunista”. 
Powieść należy do najczęściej tłumaczonych dzieł Ismaila Kadare. Doczekała się przekładu na 16 języków. Autorem pierwszego przekładu powieści na język angielski był albański emigrant Arshi Pipa, ale książka ukazała się bez jego nazwiska. Pipa zażądał umieszczenia informacji o tłumaczu albo wycofania nakładu. Kolejnym tłumaczem na język angielski był David Bellos, który otrzymał nagrodę Bookera za ten przekład.
W domu, w którym rozgrywa się akcja powieści mieści się obecnie muzeum Ismaila Kadare.

## Wybrane tłumaczenia powieści
- 1975: Kronika na kamuk (bułg., tłum. Evgenija Kisowa). wyd. Sofia
- 1976: Kivisen kaupungin kronikka (fin. tłum. Kyllikki Villa), wyd. Jyväskylä
- 1979: Hronika na kamenu (chorw. tłum. Vehap Šita), wyd. Sarajewo
- 1981: Tas kentin günlüğü (tur. tłum. Vedat Gülsen Üretürk), wyd. Stambuł
- 1983: Cronică în piatră (rum. tłum. Marius Dobrescu), wyd. Bukareszt
- 1984: Chronique de la ville de pierre (franc. tłum. Jusuf Vrioni), wyd. Paryż
- 1988: Chronik in Stein (niem. tłum. Joachim Röhm), wyd. Salzburg.
- 1990: Kroniek van de stenen stad (niderl. tłum. Hans de Bruijn, wyd. Amsterdam
- 1991: La città di pietra (włos. tłum. Francesco Bruno), wyd. Mediolan
- 1992: Crónica de la ciudad de piedra (hiszp. tłum. Ramon Sánchez), wyd. Barcelona
- 1993: Krönika i sten (szw. tłum. Britt Arenander), wyd. Sztokholm
- 1995: Kamena hronika (maced. tłum. Fatbarda Kabaši), wyd. Skopje
- 2000: Crònica de la ciutat de pedra (katal. tłum. Anna Casassas), wyd. Barcelona
- 2014: Krönika i sten (szw. tłum. Britt Arenander), wyd. Sztokholm
- 2017: Хроніка ў камені (biał. tłum, Maksim Mudrou), wyd. Mińsk
- 2021: Taş Kentin Kroniği (turec., tłum. Ece Dilioğlu), wyd. Stambuł
- 2023: Kronika w kamieniu (pol., tłum. Marek Jeziorski), wyd. Warszawa